# Кисле (озеро)
Кисле — високогірне озерце у Рахівському районі Закарпатської області на Чорногірському масиві Українських Карпат в межах Карпатського біосферного заповідника.
Розміщене в урочищі Озірний (Озірне) на висоті 1643 м над рівнем моря. Заростає осоками уздовж берега. Рівень pH озерця Кисле найнижчий серед озер та озерець Чорногори і становить тільки 4,5, тоді, як, наприклад, у неподалік розташованому Верхньому Озірному – 7,2.